# Padrón (futbolista)
Ramón Allegue Martínez (Puebla del Caramiñal, La Coruña, 24 de enero de 1935-20 de diciembre de 2022), conocido como Padrón, fue un futbolista español que se desempeñaba como portero.

## Clubes
| Club                         | País   | Año       |
| ---------------------------- | ------ | --------- |
| R. C. Celta de Vigo          | España | 1955-1962 |
| R. C. Deportivo de La Coruña | España | 1962-1964 |